# Pink Floyd
Pink Floyd was een Engelse rockband die internationale erkenning heeft afgedwongen voor zijn progressieve psychedelische rockmuziek. De groep evolueerde tot pioniers van de progressieve rock en symfonische muziek. Pink Floyd is bekend door zijn filosofische songteksten, klassieke rockcomposities, experimenten met geluid, grafisch en artistiek vernieuwende hoesontwerpen en niet in de laatste plaats door spectaculaire live-concerten.
Als een van de meest succesvolle en invloedrijke bands in de rockmuziek verkocht Pink Floyd wereldwijd meer dan 300 miljoen albums. Syd Barrett, Roger Waters en het latere bandlid David Gilmour kenden elkaar van school in Cambridge, terwijl de overige leden Mason en Wright samen met Roger Waters architectuur studeerden aan het Polytechnic in Regent Street in Londen.
Pink Floyd had in de late jaren 60 aanvankelijk bescheiden succes als een psychedelische band die destijds nog geleid werd door Syd Barrett. Barretts toenemende onbetrouwbaarheid en zijn moeizame gedrag dwongen de overige bandleden om een nieuwe gitarist en leadzanger toe te voegen. Dat werd David Gilmour, die Syd Barrett later helemaal zou vervangen. Na het vertrek van Barrett werd zanger en basgitarist Roger Waters langzaamaan bandleider en de belangrijkste songwriter. Dit leidde tot enkele wereldwijd bekende albums zoals The Dark Side of the Moon (1973), Wish You Were Here (1975), Animals (1977) en The Wall (1979).
Tijdens de opnames voor The Wall ontstonden de eerste scheurtjes in de groep. Het volgende album, The Final Cut, was in feite al een soloproject van Waters, met enige assistentie van Gilmour. In 1985 stopte Waters ermee en leek het voorbij, maar in 1986 besloten Gilmour en Mason tot een doorstart en later voegde Wright zich bij hen. Dit zeer tegen de zin van Waters, waarna rechtszaken volgden over de naamvoering Pink Floyd. Waters verloor.
Het overgebleven trio maakte de albums A Momentary Lapse of Reason in 1987, The Division Bell in 1994, beide gevolgd door tournees en The Endless River in 2014.
Bob Geldof wist de groep inclusief Waters in 2005 bijeen te krijgen voor een optreden in het kader van het London Live 8-concert. Dit was het eerste optreden in de voltallige bezetting in 24 jaar. In februari 2006 verklaarde Gilmour tijdens een interview met de Italiaanse krant La Repubblica dat de band geen nieuw materiaal meer zal uitbrengen en niet meer zal touren. De individuele bandleden sluiten echter niet uit dat ze solo of in klein samenwerkingsverband verder musiceren, maar door het overlijden van Richard Wright in 2008 werd een reünie van de klassieke bezetting onmogelijk.
Ondanks Gilmours ontkenning in 2006 volgde toch nog The Endless River, een studioalbum dat in juli 2014 werd aangekondigd en in november 2014 uitkwam.

## Bandhistorie

### Syd Barrett-tijdperk: 1964–1968
Pink Floyd kwam voort uit een band die geformeerd was in 1964 en achtereenvolgens Sigma 6, de Megga Deaths, The Screaming Abdabs en The Abdabs heette. Toen deze oergroep uit elkaar viel, gingen de bandleden Roger Waters (leadgitaar), Richard Wright (slaggitaar), Nick Mason (drums), Clive Metcalfe (basgitaar) en Keith Noble en Juliette Gale (zang) verder onder de naam 'Tea Set'.  Nadat Metcalfe, Noble en Gale de band verlieten, kwamen de zanger en gitarist Syd Barrett en gitarist Bob Klose bij de band, waarna Waters de bas op zich nam. Toen bleek dat een andere band onder dezelfde naam speelde, kwam Barrett met een alternatieve naam The Pink Floyd Sound. Pink en Floyd verwijzen naar twee bluesmuzikanten, Pink Anderson en Floyd Council. Niet veel later viel het begrip "sound" weg uit de groepsnaam. In de begindagen speelde de band covers uit het rhythm and blues-genre maar tegen de tijd dat de definitieve naam Pink Floyd leek bezonken, vergaarde de groep bekendheid met psychedelische interpretaties, uitgebreide improvisaties en zogeheten 'spaced out'-solo's. In die tijd speelde Pink Floyd in het Londense underground-uitgaansleven.
De op jazz georiënteerde Klose verliet de band en werd fotograaf, kort voordat Pink Floyd met opnames begon. Pink Floyd nam het eerste album op met als bandleden Barrett op gitaar en zang, Waters op basgitaar en achtergrondzang, Mason op drums en percussie, en Wright, die omgeschakeld was naar keyboards en achtergrondzang.
Barrett schreef zijn eigen liedjes. Pink Floyd werd een favoriete gast in het underground uitgaansleven van Londen waaronder de UFO Club, de Marquee Club en the Roundhouse.
Eind 1966 werd de band uitgenodigd om muziek te schrijven voor Peter Whiteheads film Tonite Let's All Make Love in London. Twee tracks zijn in januari 1967 op film vastgelegd: (Interstellar Overdrive en Nick's Boogie). Dit beeld en geluidsmateriaal is uiteindelijk in 2005 onder de titel London 1966/1967 uitgebracht op dvd.
Toen de populariteit steeg, zorgde de band Blackhill Enterprises in oktober 1966 voor een zakelijke overeenkomst met hun managers Peter Jenner en Andrew King. Aansluitend verschenen de singles Arnold Layne in maart 1967 en See Emily play in juni 1967. Arnold Layne bereikte nummer 20 in de Britse hitlijst, en See Emily play bereikte nummer 6. Hierdoor werd hun eerste tv-optreden in de Britse Top of the Pops in juli 1967 een feit.

#### The Piper at the Gates of Dawn(1967)
Het debuutalbum The Piper at the Gates of Dawn werd in augustus 1967 uitgebracht. Dit album wordt beschouwd als een fraai voorbeeld van Britse psychedelische muziek. Het werd toentertijd, maar ook nu nog, goed ontvangen door de critici. De albumnummers werden geschreven door Barrett en laten poëtische teksten en eclectische muziek horen, zoals het avant-gardenummer Interstellar Overdrive en nummers zoals The Scarecrow, geïnspireerd door de Fenlands, een landelijk gebied ten noorden van Cambridge (Barretts en Gilmours geboortestad). De songteksten waren surrealistisch en verwezen vaak naar folklore zoals The Gnome. De band maakte gebruik van nieuwe elektronische technologie zoals 'stereo panning' en elektrische keyboards. Het album werd een hit in het Verenigd Koninkrijk waar het een zesde plaats in de ranglijst behaalde. Gedurende deze periode toerde de band rond met Jimi Hendrix, wat de belangstelling voor Pink Floyds werk zeker ten goede kwam.
Na dit eerste album werden lange instrumentale stukken in de songs opgenomen.
Syd Barrett was het genie uit de vroege Pink Floyd. Onder invloed van experimentele drugs zoals lsd schreef hij psychedelische songs die vooral in het eerdere werk gekenmerkt worden door hun vele maatwisselingen.

#### Barretts vertrek
Terwijl de band aan populariteit won, begonnen de stress van het touren en het toenemende drugsgebruik hun tol te eisen bij Barrett. Diens mentale gezondheid ging steeds verder achteruit. In januari 1968 werd gitarist David Gilmour gevraagd om Barretts gitaarspel en zang over te nemen.
Barretts gedrag werd steeds minder voorspelbaar en zijn overmatig gebruik van lsd maakte hem als bandlid zeer onstabiel. Zo stond hij regelmatig op het podium voor zich uit te staren. Tijdens enkele optredens sloeg hij gedurende het gehele concert dezelfde akkoorden aan, of ontstemde zijn gitaar. Omdat Barrett nauwelijks meer te handhaven was, werd zijn gitaargeluid bij optredens zeer zacht gezet. Zijn bijdragen aan het album A Saucerful of Secrets werden vrijwel allemaal overgespeeld door Gilmour. Uiteindelijk werd Barrett simpelweg niet meer meegenomen op tournee. De overige groepsleden hoopten dat Barrett nog wel als componist verder kon gaan, maar de toenemende complexiteit van zijn composities zoals Have You Got It Yet?, met veranderende melodieën en akkoorden lieten de bandleden geen andere keus dan ook deze constructie te laten varen. Toen in april 1968 Barretts vertrek officieel werd, besloten producers Jenner and King bij hem te blijven, en werd de Blackhill partnership opgeheven. De band nam Steve O'Rourke als manager aan, en deze bleef bij Pink Floyd tot zijn dood in 2003.
Barrett bracht twee solo-albums uit, The Madcap Laughs en Barrett. Beide albums werden mede geproduceerd door Gilmour, Waters and Wright, die er soms ook op meespeelden. De albums oogstten bescheiden succes, maar Barrett trok zich terug uit de muziekindustrie. Onder zijn eigen naam, Roger, leefde hij een teruggetrokken bestaan in Cambridge. In 1975 dook hij plotseling op bij de opnames van de band voor het album Wish You Were Here. Barrett stierf thuis op 7 juli 2006.
Na het vertrek van Barrett werd Roger Waters de belangrijkste songschrijver. De muziek werd steviger en de sound gemakkelijker in het gehoor liggend. De muziek werd space rock of sciencefiction rock genoemd.
De meningen over Pink Floyd varieerden van "een van de prominentste rockbands aller tijden" tot "zielloze verkopers van pompeuze gebakken lucht".

### Overgangsperiode 1968–1970
Muzikaal gezien was dit een periode van experimenteren. Gilmour, Waters en Wright brachten elk materiaal in dat een eigen klank en geluid had. Hierdoor was het werk minder consistent dan de voorafgaande, door Barrett gedomineerde, jaren, maar ook minder ‘gepolijst’ dan de sound van de latere jaren. Anders dan Waters gaven Gilmour en Wright de voorkeur aan nummers met simpele teksten, of aan instrumentale nummers. Uit deze periode komen enkele zeer experimentele nummers, zoals:
- A Saucerful of Secrets, dat grotendeels bestaat uit experimentele effecten, slagwerk, oscillatoren, ‘tape loops’ en een engelachtige finale ('Celestial Voices').
- Several Species of Small Furry Animals Gathered Together in a Cave and Grooving with a Pict, dat bestaat uit versnelde samples die lijken op knaagdieren en vogels. Het eindigt in een monoloog in een Schots dialect. Dit deel is bij kenners bekend als The Scottish Rant.
- Careful with That Axe, Eugene, een psychedelische trip rond één akkoord, met een oerkreet van Waters.

In 1968 verzorgde Pink Floyd ook de soundtrack voor de film The Committee.

#### A Saucerful of Secrets(1968)
Van de hand van Barrett verscheen nog één nummer op het tweede album A Saucerful of Secrets van Pink Floyd: Jugband Blues. A Saucerful of Secrets kwam uit in juni 1968, en haalde de negende plek in de UK-ranglijst. Dit album is het enige album dat niet de Amerikaanse hitlijsten haalde. Het album is een beetje uit balans omdat het zowel het psychedelische geluid als het experimentele geluid bevat. De experimentele nummers kwamen op het live-deel van Ummagumma tot hun recht.

#### Music from the Film More(1969)
Pink Floyd werd door de regisseur Barbet Schroeder gevraagd om de soundtrack te schrijven voor zijn film More, die uitkwam in mei 1969. De filmmuziek werd uitgegeven als een Pink Floyd-album, Music from the Film More, in juli 1969. Dit album haalde de negende plaats in het Verenigd Koninkrijk, en 153e in Amerika. Een aantal nummers op More is akoestisch. Twee nummers van dit album, Green Is the Colour en Cymbaline, werden vaste elementen voor de live-optredens van de band. Cymbaline was het eerste nummer waarin Roger Waters' cynische houding over de muziekindustrie aan de orde komt. De rest van het album bestaat uit avantgarde losstaande nummers uit de film en enkele zwaardere rocknummers als The Nile Song.

#### Ummagumma(1969)
In 1969 volgde een dubbelelpee Ummagumma. Dit is een combinatie van live-opnames enerzijds en onafhankelijke studio-experimenten anderzijds, waarbij elk bandlid een halve kant mocht vullen, zijnde een ‘solo’-project. De titel van het album verwijst naar de in Cambridge gebruikte straattaal voor geslachtsgemeenschap. De band experimenteerde op de plaat met studio-opnames, die onder andere Waters' akoestische nummer Grantchester Meadows en Wrights vierdelige pianocompositie Sysyphus bevatten. Gilmour leverde het meanderende progressieve rocknummer The Narrow Way en Masons bijdrage was de slagwerksolo The Grand Vizier's Garden Party. Grote delen van deze nummers werden overigens al gespeeld tijdens live-optredens tijdens Pink Floyds The Man and the Journey-tour.
Het live-gedeelte van Ummagumma laat een viertal goede opnames horen van de psychedelische composities Astronomy Domine, Careful with That Axe, Eugene, Set the Controls for the Heart of the Sun en A Saucerful of Secrets. Vooral het live-deel van het dubbelalbum werd populair bij de recensenten en ook bij het publiek.
Ummagumma eindigde op de 11e plek in Nederland, de 5e plek in het Verenigd Koninkrijk, en als 74e in Amerika.

#### Atom Heart Mother(1970)
Het album Atom Heart Mother kwam tot stand in samenwerking met de avantgardecomponist Ron Geesin. Op het titelnummer, dat één plaatkant in beslag neemt, krijgt Pink Floyd assistentie van een kopersectie, een voltallig klassiek zangkoor en de cello van Geesin. Op de andere kant van het album hebben Gilmour, Waters en Wright ieder een nummer geschreven en eindigt men met de groepscompositie Alan's Psychedelic Breakfast. Dit laatste nummer is een collage van geluid en muziek rondom een kokende en etende man. Het gebruik van geluiden, geluidseffecten en spraakknipsels zou vanaf dit moment een belangrijk eigenschap worden van Pink Floyd-nummers. In vergelijking met het studiodeel van Ummagumma is er minder ruimte voor experimenten op de B-kant, en er is geen nummer van de hand van Mason.
Het album behaalde de eerste plaats in de albumlijsten van het Verenigd Koninkrijk en werd 55ste in N-Amerika. Door dit succes kon Pink Floyd zijn eerste grote tournee doen in de Verenigde Staten.
Overigens zijn zowel Gilmour als Waters kritisch over dit 'symfonische' albumwerk. Zo beschreef Gilmour het later als "a load of rubbish / een verzameling onzin" en Waters heeft eens gezegd "I wouldn't mind if it were thrown in the dustbin and never listened to by anyone again / Ik zou het niet erg vinden als het in de vuilnisbak zou verdwijnen, en dat niemand het ooit meer zou horen".

### Doorbraaktijdperk 1971–1975

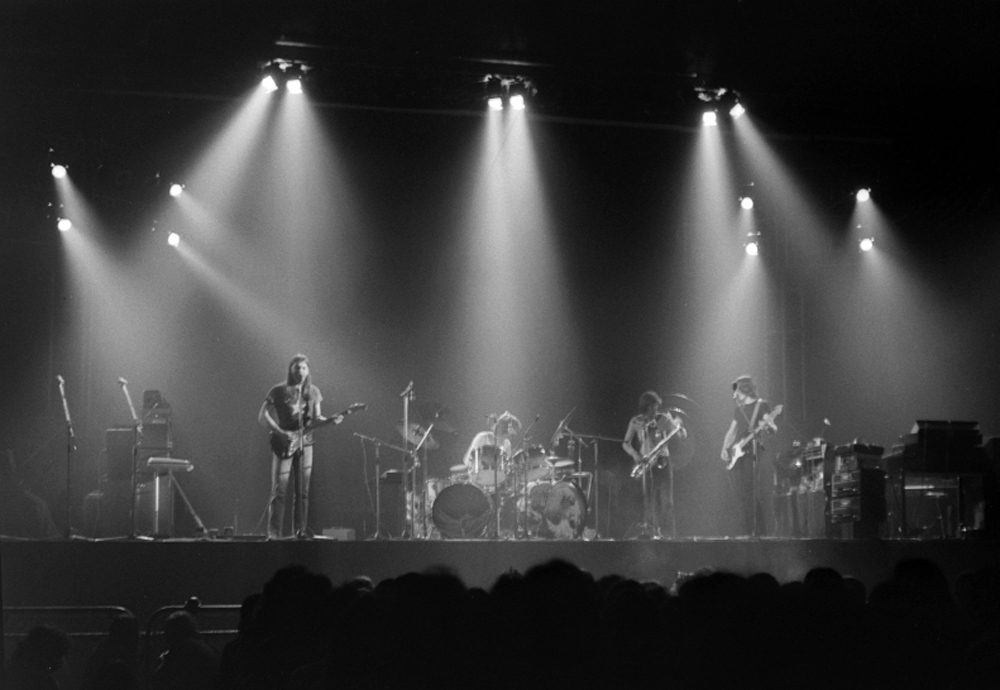
Pink Floyd, 1973

#### Meddle(1971)
Het daaropvolgende jaar bracht Pink Floyd het album Meddle uit. Een van de hoogtepunten is het openingsnummer, One of These Days. De vervormde stem in dit nummer is die van drummer Nick Mason (One of these days I'm going to cut you into little pieces, een tegenreactie op de herhaaldelijke kritiek van een lokale radio-dj). Zowel Gilmour als Waters spelen hier de baspartij. Tevens bevat dit album het 23 minuten durende, een volledige plaatkant vergende Echoes. Dit nummer werd in 1973 live gespeeld op de BBC-radio.

#### Live at Pompeii(1971)
Eind 1971 nam Pink Floyd het optreden (zonder publiek) Live at Pompeii op. Regisseur Adrian Maben wilde breken met de traditionele concertregistraties, waarin bands simpelweg tijdens een optreden gefilmd werden. Hij situeerde Pink Floyd in de ruïnes van de arena van Pompeï en vulde deze beelden aan met shots van de opgravingen en van de Vesuvius.
Door verschillende problemen met de techniek, werden in de periode 4 tot en met 7 oktober 1971, alleen de nummers Echoes, A Saucerful of Secrets en One of These Days daadwerkelijk in Pompeï opgenomen. De overige nummers, Set the Controls for the Heart of the Sun, Careful With that Axe, Eugene en Moidemoiselle Nobbs (dat op het album Meddle de titel Seamus had), werden in een studio in Parijs opgenomen.
De oorspronkelijke release van de film bevatte alleen de live-opnames van de bovengenoemde nummers. In 1974 verscheen een tweede versie van de film met daarin opnamen uit de Abbey Road Studios.

#### Obscured by Clouds(1972)
Obscured by Clouds uit 1972, met uiteenlopende sferische songs, is de soundtrack van de Franse film La Vallée.

#### Dark Side of the Moon(1973)

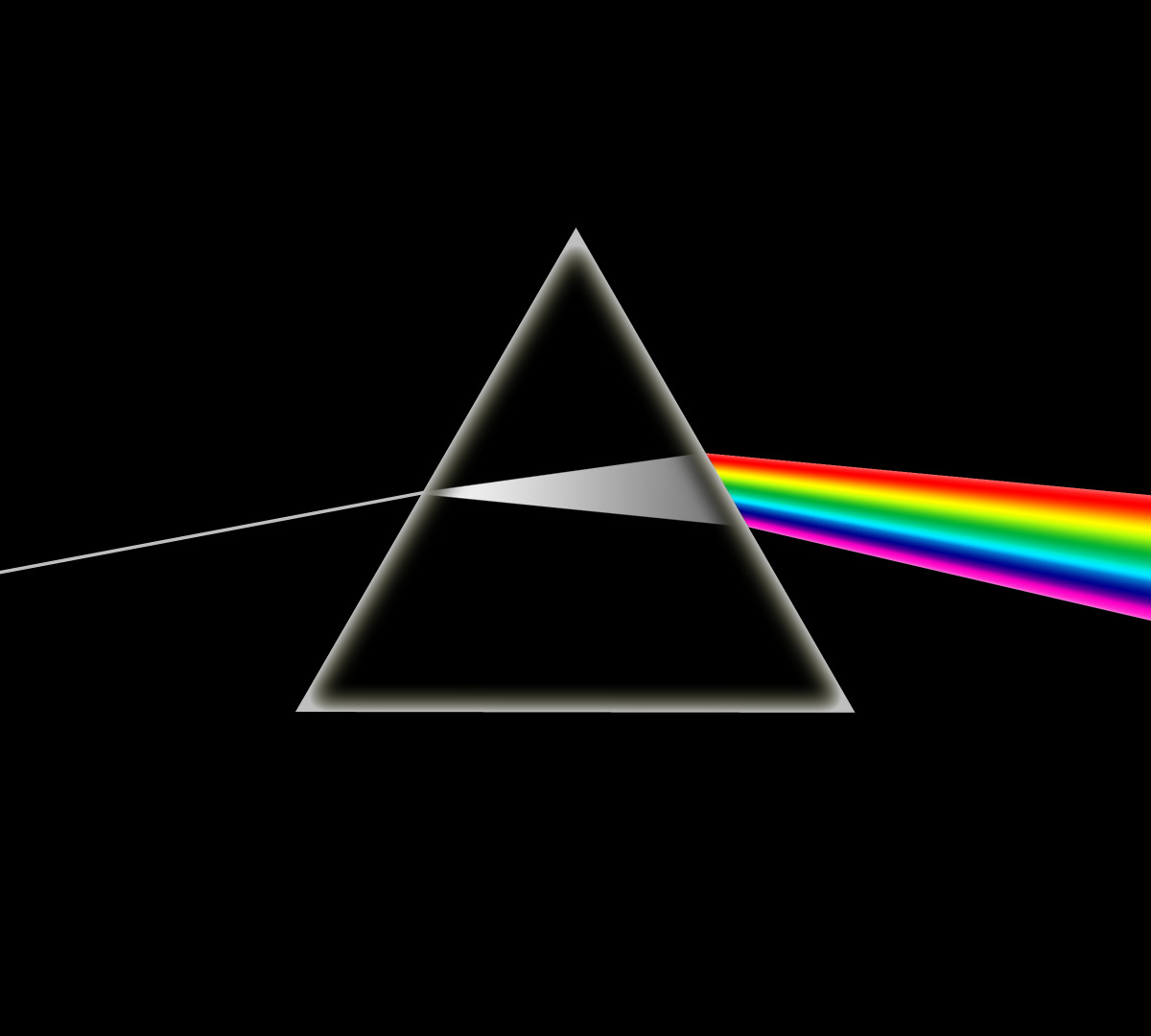
Impressie van de albumhoes van Dark Side of the Moon

Het hele jaar 1972 werd gewerkt aan materiaal voor een nieuw album. Tijd, dood, geld, gewelddadige conflicten en (hun invloed op) krankzinnigheid zijn de tekstuele thema's. Toen de groep in juni 1972 de studio in ging voor de opnames, speelden ze het gehele album al een half jaar live. Hierdoor hoefde geen tijd meer te worden besteed aan het schrijven van songs en konden ze naar hartenlust experimenteren met geluidseffecten. Verschillende technici en producers werkten mee aan dit album, onder wie Alan Parsons.
Dark Side of the Moon verscheen in maart 1973 en stond vanaf dat moment meer dan veertien jaar (741 weken) onafgebroken in de Amerikaanse top 100 en is een van de best verkochte albums aller tijden (begin 2008 stond de teller op 45 miljoen). De single Money werd een top 20-hit in de Verenigde Staten. De albumcover werd ontworpen door Storm Thorgerson. In 1993 verscheen het album opnieuw in de 20th Anniversary edition, digitaal geremasterd. In 2003 werd er door de producer James Guthrie een surround mix gemaakt en uitgebracht op sacd.

#### Wish You Were Here(1975)
Tot eind 1973 bleef de groep zeer veel optreden. Vanaf Dark Side of the Moon werd steeds meer tijd in de studio doorgebracht. Het album Wish You Were Here verscheen in september 1975. De nummers Shine On You Crazy Diamond en Wish You Were Here zijn odes aan Pink Floyd-oprichter Syd Barrett die op 5 juni 1975 tijdens het afmixen van de plaat onverwacht een kijkje kwam nemen in de studio. De bandleden herkenden hem niet, omdat hij bijna was kaalgeschoren (inclusief wenkbrauwen) en bijna 100 kilo woog. Een ander thema op dit album is de druk die platenmaatschappijen op rockbands leggen ("oh by the way, which one's Pink?"). Lezers van het Amerikaanse tijdschrift Rolling Stone riepen Wish You Were Here in 2011 uit tot hun favoriete nummer van de band.

### Roger Waters-tijdperk 1976–1985

#### Animals(1977)
Op het album Animals, dat in januari 1977 verscheen, worden varkens, honden en schapen gebruikt als metaforen voor leden van de huidige maatschappij. Inspiratiebron is - net als voor Welcome To The Machine - het boek Animal Farm van George Orwell. Twee nummers op dat album zijn herwerkingen van nummers die de groep na de release van The Dark Side of the Moon had geschreven, maar tot dan toe enkel live werden gebracht (You Gotta Be Crazy werd Dogs en Raving And Drooling werd Sheep).
Tussen januari en juli 1977 deed Pink Floyd een uitgebreide wereldtournee onder de naam In The Flesh. De setlist bestond uit het gehele album Animals, gevolgd door een integrale uitvoering van het album Wish You Were Here.

#### The Wall(1979)
In 1978 verschenen soloalbums van David Gilmour (David Gilmour) en Richard Wright (Wet dream). Waters hield zich bezig met het schrijven van twee albums, namelijk het dubbelalbum The Wall, dat eind 1979 verscheen en The pros and cons of hitch hiking, dat in 1984 als soloalbum uitkwam. Beide albums werden globaal gepresenteerd aan de overige leden van Pink Floyd met de mededeling dat Roger Waters een van deze albums solo zou gaan doen. De band koos unaniem voor The Wall. Het album vertelt hoe de rockzanger Pink een muur om zich heen bouwt om zich af te schermen van de buitenwereld. De 'stenen in de muur' worden gevormd door alle traumatische gebeurtenissen uit zijn leven: het opgroeien zonder vader, bepaalde leraren op school, een moeder die hem klein wilde houden, de gevolgen van de Tweede Wereldoorlog en verbroken relaties. Dit alles leidt bij Pink tot gevoelens van leegte, agressie, wanhoop en gevoelloosheid en het creëren van een muur om zich heen. Hij raakt overspannen en ziet zichzelf als een onaantastbare dictator, die alle zwakkeren in de samenleving wil uitroeien. Als in een (denkbeeldige) rechtszaak zijn schoolmeester, vrouw en moeder tegen hem getuigen, wordt hij gedwongen de muur af te breken.
Roger Waters heeft in meerdere interviews verteld dat de teksten grotendeels autobiografisch zijn en dat het idee voor het album is ontstaan omdat Waters - sinds de enorme populariteit van Pink Floyd en de optredens in voetbalstadions - het gevoel had dat er een muur ontstaan was tussen band en publiek.
De band vervreemdde echter niet alleen van het publiek, maar ook van elkaar. Toetsenist Richard Wright werd het slachtoffer van de interne machtsstrijd en werd tijdens de opnames door Roger Waters uit de groep gezet; hij bleef wel actief als sessiemuzikant.
Zowel het album als de single Another brick in the wall (part two), met het thema We don't need no education, werden grote hits.
In Zuid-Afrika kreeg het nummer een heel speciale betekenis. Het werd de protestsong van het verzet tegen apartheid. Het verplicht stellen van het Afrikaans als vak op de zwarte scholen leidde tot enorme rellen, We don't need no education sloot daar als thema direct op aan. Het nummer werd in Zuid-Afrika verboden. Pas na het opheffen van de apartheid kon Pink Floyd het nummer live uitvoeren in het land.
In 1980-1981 werd The Wall live gespeeld. Tijdens de eerste helft van de voorstelling werd er op het podium een muur gebouwd, waardoor de band de tweede helft van de show niet meer te zien was. Op de muur werden animaties van tekenaar Gerald Scarfe vertoond. Vlak voor het einde werd de muur neergehaald.
De livevoorstelling werd, vanwege de enorme omvang van de live-infrastructuur, slechts in vier steden vertoond: Los Angeles (7 voorstellingen), New York (5), Londen (11) en Dortmund (6). Tijdens deze optredens speelde Wright mee in 'loondienst', wat voor hem goed uitpakte: de kosten voor de tournee bleken dermate hoog dat verlies werd geleden, iets waar Wright geen last van had. Het laatste live optreden met Roger Waters als lid van Pink Floyd was tijdens de The Wall-tour op 17 juni 1981 in Earls Court, Londen.
In 1982 verscheen een film van The Wall, waarin Bob Geldof de rol van Pink speelde.

#### The Final Cut(1983)
Het album The Final Cut uit 1983 is letterlijk het slotstuk van Pink Floyd onder leiding van Roger Waters. Sterker nog: de plaat vermeldt Pink Floyd louter als uitvoerder van het Roger Waters-werk ondanks de bijdrages van de andere bandleden.
Niet alleen sluit het album tekstueel aan op The Wall (het trauma van zijn overleden vader wordt verder uitgediept en gerelateerd aan de dan actuele Falklandoorlog en de dreiging van een atoomoorlog). Ook lijkt Waters daadwerkelijk de muur om zich heen te hebben afgebroken, gezien de persoonlijke, intieme teksten.

### Verder zonder Waters

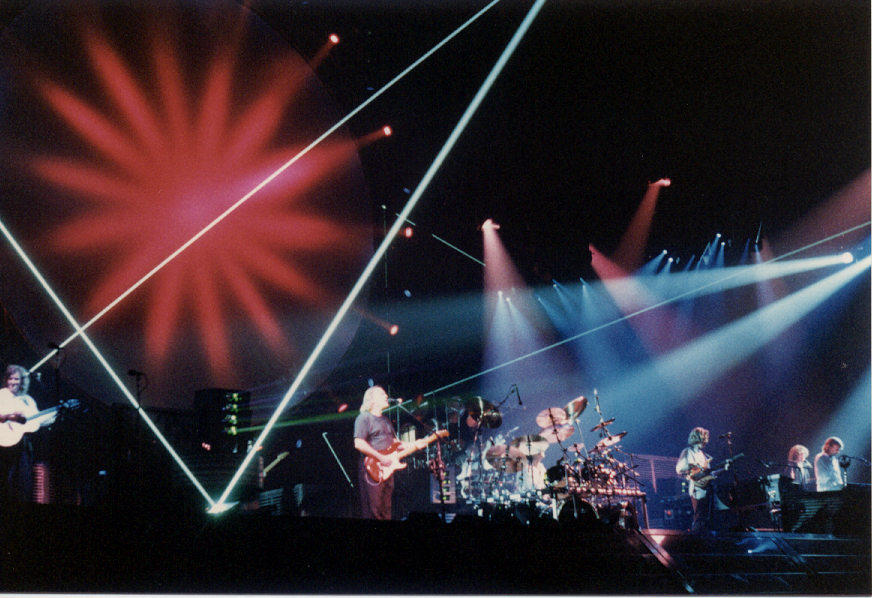
Pink Floyd (1989)

Officieel ging de groep niet uit elkaar, maar Roger Waters maakte iedereen duidelijk dat wat hem betreft Pink Floyd geen bestaansreden meer had. Dat was echter niet hoe David Gilmour erover dacht. Hij bracht in eerste instantie Nick Mason en daarna Richard Wright terug samen en kondigde halverwege de jaren 80 aan dat zij een nieuw Pink Floyd-album zullen uitbrengen.
Roger Waters kon, ondanks juridische stappen, niet voorkomen dat het trio de naam Pink Floyd mocht blijven gebruiken. Waarschijnlijk had Waters' protest ook een financiële achtergrond. Hij kreeg het voor elkaar dat de groep hem auteursrechten moest betalen op het gebruik van enkele live-attributen, zoals het opblaasbare varken.
Het trio bracht in 1987 een nieuwe lp uit: A Momentary Lapse of Reason.
Zoals The Final Cut in feite een soloalbum van Waters is, is A Momentary Lapse of Reason een soloalbum van Gilmour. Mason en Wright schreven geen enkel nummer voor de plaat en spelen ook niet op alle nummers mee. Muzikaal gezien lijkt het erop dat Gilmour op dit album de tijden van Wish You Were Here wilde laten herleven. Storm Thorgerson ontwierp de albumhoes. De groep trok daarna op een uiterst succesvolle wereldtournee en bracht een live-album uit: Delicate Sound of Thunder.
In 1994 kwam The Division Bell uit, het tweede album van Pink Floyd onder David Gilmour. Het album verkocht uitstekend, met onder andere nummers als Marooned en What Do You Want from Me? Voor Marooned kreeg Pink Floyd zelfs de Grammy Award voor beste instrumentale track. Ook de tournee die er op volgde, zorgde ervoor dat Pink Floyd een geldmachine bleef. Ook ditmaal werd de tournee gevolgd door een live-album P•U•L•S•E, waar ook een integrale liveversie van The Dark Side Of The Moon op staat.
In een interview met Roger Waters na de breuk met Pink Floyd werd hem gevraagd of hij ooit nog eens het werk van Pink Floyd zou vertolken. Daarop antwoordde hij dat hij alleen The Wall nog wel een keer wilde uitvoeren als de Berlijnse Muur zou vallen. Groot was ieders verbazing toen dat zo'n zes jaar later ook daadwerkelijk gebeurde. Waters hield woord en organiseerde in 1990 een groots concert in Berlijn, waar ongeveer 350.000 toeschouwers op af kwamen. Geen van de overige leden van Pink Floyd deed hier echter aan mee. Waters werd ondersteund door een scala aan internationale artiesten.
Tijdens diverse gelegenheden is Waters gevraagd wat hij vindt van het Pink Floyd-werk na zijn vertrek. Hij erkent het talent (gitaar en songwriting) van David Gilmour, maar over de beide albums is hij minder enthousiast: A Momentary Lapse of Reason bevat volgens hem een paar aardige ideeën, maar The Division Bell is volgens hem net Dire Straits. Hij meent ook te weten waarom: te veel songwriters die het geheel moeten dragen.

### Pink Floyd met Roger Waters op Live 8
Op 2 juli 2005 speelde Pink Floyd met Roger Waters op het door Bob Geldof georganiseerde Live 8, in Hyde Park, Londen. Dit was de eerste keer sinds 1981 dat de band in de oude bezetting speelde.
De setlist bestond uit Breathe / Breathe Reprise, Money, Wish You Were Here en Comfortably Numb. het optreden duurde een halfuur.
Het Live 8-optreden heeft de verkoopcijfers van het Pink Floyd-album Echoes: The Best of Pink Floyd met ruim 1300 procent doen stijgen. Alle winsten uit deze verkopen hebben de bandleden geschonken aan de instellingen die zich bezighouden met het bestrijden van de armoede in Afrika.
Roger Waters kondigde na Live 8 aan niet met zijn oude band op tournee te willen gaan. Volgens de zanger-bassist was het geen probleem om gedurende één dag muzikale concessies te doen, maar zou hij het tijdens een hele tour niet aankunnen. Ook een bedrag van (omgerekend) 121,5 miljoen euro kon hem niet over de streep trekken, hij had gezegd 'dat geld niet nodig te hebben'. In verschillende interviews na afloop heeft Waters wel zeer positief gereageerd op het Live 8-optreden. Zo stelt hij dat 'hij het niet onwaarschijnlijk acht dat er in de toekomst nogmaals een Pink Floyd-optreden zal zijn'. Hij zag een integrale liveversie van Dark Side of the Moon wel zitten.
Enkele maanden na Live 8 kreeg de reünie een klein vervolg. Tijdens de inwijding van de band in de UK Hall of Fame, waren David Gilmour en Nick Mason aanwezig, terwijl Roger Waters via een satellietverbinding op een groot scherm zijn dankwoord richtte tot het aanwezige publiek én memoreerde aan het, in zijn ogen, ontroerende Live 8-concert.

### Na Live 8
Zowel David Gilmour als Roger Waters hielden zeer succesvolle tours in het voorjaar en de zomer van 2006. Waters deed dat opnieuw op 5 mei 2007 en op 11 mei 2008 met zijn The Dark Side of the Moon Tour. Van Gilmours On an Island Tour verscheen op 17 september 2007 de 2-dvd Remember That Night en de cd Live in Gdańsk op 22 september 2008.
Toetsenist Rick Wright werkte, elf jaar na de cd Broken China, aan een nieuw album dat in 2008 had moeten verschijnen. Dat album verscheen nooit, aangezien Wright in september 2008 overleed.
Op 10 december 2007 verscheen de boxset Oh, by the Way. Daarin zitten alle veertien oorspronkelijke studioalbums van de groep (inclusief Ummagumma, hoewel de helft van dit album live is opgenomen). Later verscheen een 3-cd-box vanwege de veertigste verjaardag van het debuutalbum Piper at the Gates of Dawn, met een mono- en stereoversie en een bonus cd met onder andere de eerste drie singles, enkele B-kantjes en nog enkele andere toevoegingen.
Op 12 mei 2011 verscheen David Gilmour boven aan "the wall" tijdens een concert van Roger Waters in Londen. Later op de avond speelde Nick Mason op een tamboerijn tijdens het slotnummer Outside The Wall. Dit was, tot nu toe, de laatste keer dat de nog levende Pink-Floyd-bandleden bij elkaar kwamen.
In november 2014 verscheen een nieuw Pink Floyd-album: The Endless River.
In 2015 stond het album The Dark Side of the Moon op de eerste plaats van de Album top 750 van Radio Veronica.

### The Endless River
In weerwil van een eerdere ontkenning dat er nog materiaal zou komen, verscheen in november 2014 het studioalbum The Endless River, met een hoog ambientgehalte en gedeeltelijk gebaseerd op opnamen uit 1993 toen The Division Bell werd opgenomen, dat reeds enkele instrumentale tracks bevatte, waaronder 'Cluster One' en het Grammy Award-winnende 'Marooned'. David Gilmour en Nick Mason werkten sinds eind 2013 de composities verder uit en namen samen met onder meer bassist Guy Pratt en achtergrondzangeres Durga McBroom ander nieuw materiaal op. Phil Manzanera van Roxy Music, Martin Glover van Killing Joke, en Andrew Jackson fungeren samen met Gilmour als co-producers van dit album.

### Hey, Hey, Rise Up (2022)
In maart 2022 herenigden Gilmour en Mason zich als Pink Floyd, samen met bassist Guy Pratt en toetsenist Nitin Sawhney, om de single "Hey, Hey, Rise Up!" uit te brengen ter ondersteuning van Oekraïne na de Russische invasie.  Het bevat zang van Boombox-zanger Andrij Chlyvnjoek, afkomstig van een Instagram-video van hem die het Oekraïense volkslied "Ой у лузі червона калина" ("Oh, de rode viburnum in de weide") uit 1914 zingt in Kiev, a capella;  Gilmour beschreef het als een "krachtig moment waardoor ik het op muziek wilde zetten".  De opbrengst van de single, die op 8 april werd uitgebracht, gaat naar Oekraïense humanitaire hulp.  Gilmour zei dat de oorlog hem had geïnspireerd om nieuwe muziek als Pink Floyd uit te brengen, omdat het "van vitaal belang" was om het bewustzijn te vergroten.  Pink Floyd had al muziek verwijderd van streamingdiensten in Rusland en Wit-Rusland.  Hun werk met Waters bleef, wat leidde tot speculatie dat Waters de verwijdering ervan had geblokkeerd;  Gilmour zei alleen dat "ik teleurgesteld was ... Lees daarin wat je wilt."

### Optredens in Nederland
- Ahoy Rotterdam, Hippy Happy Beurs te Rotterdam - 13 en 15 november 1967
- Concertgebouw te Vlissingen - 17 februari 1968
- Patronaatsgebouw te Terneuzen - 17 februari 1968[24]
- Beatclub T'smurf te Bussum - 10 maart 1968
- Paradiso te Amsterdam - 30 april 1968
- Paradiso te Amsterdam - 23 mei 1968
- Paradiso te Amsterdam - 31 mei 1968
- Eurobeurs te Apeldoorn - 1 juni 1968
- Cultureel Centrum De Pas te Heesch - 3 juni 1968
- Houtrusthallen te Den Haag - 21 juni 1968
- De Doelen te Rotterdam - 27 december 1968
- Margriethal Jaarbeurs te Utrecht - 28 december 1968
- Paradiso te Amsterdam - 9 augustus 1969
- De Doelen te Rotterdam - 19 september 1969
- Concertzaal De Jong te Groningen - 20 september 1969
- Kolpinghuis te Nijmegen - 21 september 1969
- Stadsgehoorzaal te Leiden - 23 september 1969
- Staargebouw te Maastricht - 25 september 1969
- Holland Pop Festival te Rotterdam - 28 juni 1970
- Koninklijk Concertgebouw te Amsterdam - 6 november 1970
- De Doelen te Rotterdam - 7 november 1970
- Rotterdam Ahoy te Rotterdam - 3 april 1971
- Amsterdamse bos te Amsterdam - 26 juni 1971
- [concertgebouw] te Hengelo - 28 februari 1972
- Olympisch stadion te Amsterdam - 22 mei 1972
- Rotterdam Ahoy te Rotterdam - 17 tot en met 19 februari 1977
- De Kuip te Rotterdam - 13 en 14 juni 1988
- Goffertpark te Nijmegen - 10 juli 1989
- De Kuip te Rotterdam - 3 tot en met 5 september 1994

## Discografie
Studioalbums
- The Piper at the Gates of Dawn (1967)
- A Saucerful of Secrets (1968)
- More (1969)
- Ummagumma (1969)
- Atom Heart Mother (1970)
- Meddle (1971)
- Obscured by Clouds (1972)
- The Dark Side of the Moon (1973)
- Wish You Were Here (1975)
- Animals (1977)
- The Wall (1979)
- The Final Cut (1983)
- A Momentary Lapse of Reason (1987)
- The Division Bell (1994)
- The Endless River (2014)

## Leden
- Syd Barrett – gitaar, zang (1965–1968; overleden in 2006)
- David Gilmour – gitaar, zang (1967–1994, 2005, 2007, 2013–2014, 2022)
- Roger Waters – basgitaar, zang (1965–1985, 2005)
- Richard Wright – keyboard, piano, orgel, synthesizers, zang (1965–1981, 1987-1994, 2005, 2007; overleden in 2008)
- Nick Mason – drums (1965–1994, 2005, 2007, 2013–2014, 2022)